# 방희원
방희원(方熙媛, 1963년 4월 23일 ~ )은 대한민국의 제6대 부산광역시 금정구의원이다.

## 학력
- 숙명여자대학교 역사학과 졸업

## 경력
- 국제신문 기자
- 부산발전연구원 전문위원
- 2010.07 ~ 2014.06 제6대 부산광역시 금정구의회 의원
- 2010.07 ~ 2012.07 제6대 부산광역시 금정구의회 전반기 의회운영위원회 위원
- 2010.07 ~ 2012.07 제6대 부산광역시 금정구의회 전반기 기획총무위원회 간사
- 2012.07 ~ 2014.06 제6대 부산광역시 금정구의회 후반기 의회운영위원회 간사
- 2012.07 ~ 2014.06 제6대 부산광역시 금정구의회 후반기 주민도시위원회 위원

## 역대 선거 결과
| 실시년도 | 선거      | 대수 | 직책   | 선거구      | 정당   | 득표수    | 득표율          | 순위         | 당락 | 비고           |
| -------- | --------- | ---- | ------ | ----------- | ------ | --------- | --------------- | ------------ | ---- | -------------- |
| 2010년   | 지방 선거 | 6대  | 구의원 | 부산 금정구 | 민주당 | 25,026 표 | \| \| 24.77% \| | 비례대표 1번 |      | 초선, 민선 5기 |
|          | 24.77%    |      |        |             |        |           |                 |              |      |                |